# Philippe Madec
Pour les articles homonymes, voir Madec.
 (mars 2023).
 (mars 2023).
L'article doit être relu — et modifié si nécessaire — par des contributeurs indépendants pour apporter un regard critique aux contributions effectuées en violation des conditions d'utilisation de Wikipédia, tant sur la forme (notamment concernant le style encyclopédique, la proportionnalité) que sur le fond (la neutralité de point de vue, la qualité et l'indépendance des sources).
 (janvier 2024).
Si vous disposez d'ouvrages ou d'articles de référence ou si vous connaissez des sites web de qualité traitant du thème abordé ici, merci de compléter l'article en donnant les références utiles à sa vérifiabilité et en les liant à la section « Notes et références ».
 (août 2015).
Philippe Madec, né en 1954 en Bretagne, est un architecte, urbaniste, pionnier de l'écoresponsabilité, et écrivain français. Ses ateliers d'architecture et d'urbanisme sont installés à Paris, à Rennes et à Montpellier.

## Biographie
Formé à l'architecture au Grand Palais à Paris (atelier Ciriani/Maroti) de 1972 à 1979, il crée son atelier à Paris en 1989. Entretemps, il n'a pas de pratique professionnelle, voyage et vit à l'étranger, conduit une recherche sur la pédagogie et la théorie architecturales et écrit son premier livre sur Étienne-Louis Boullée. Depuis lors, il poursuit de concert trois activités : l'écriture, l'enseignement et la pratique professionnelle de ses métiers d'architecte et d'urbaniste.
D'héritage familial, par engagement personnel et grâce à la rencontre de Kenneth Frampton entre 1983 et 1984, Philippe Madec développe une approche écoresponsable du projet architectural et urbain depuis le début de sa pratique professionnelle. En tant qu'architecte, il conçoit tous types de bâtiments performants, bioclimatiques et écoconstruits depuis le logement social jusqu'aux équipements culturels. En tant qu'urbaniste, il travaille à de très différentes échelles, depuis les bourgs, les écoquartiers et les écocités jusqu'aux villes écologiques (Maroc) et à l'aménagement du très grand territoire. Il milite pour un ménagement des territoires, l'adoption d'une "architecture vernaculaire", cohérente et respectueuse vis-à-vis des héritages écologiques et culturels locaux, préparée aux enjeux sociaux et climatiques de l'avenir.
En 2022, l'atelierphilippemadec devient (apm) & associés avec Catherine Gobillot architecte DPLG et conseil en environnement, Olivier Hélary architecte HMONP et ingénieur INSA et Antoine Petitjean architecte HMONP et urbaniste. Il est le président d'(apm) & associés.
Il est l'architecte de la future médiathèque James Baldwin, nouvel établissement culturel du 19e arrondissement de Paris.

## Pratique professionnelle
Ses titres sont :
- Depuis 1979, Architecte DPLG
- Depuis 1995, Architecte conseil de l'État
- 1996 / 2021, Professeur titulaire de première classe en théorie et pratique de la conception architecturale et urbaine
- Depuis 2007, Membre titulaire de l'Académie d'architecture
- Depuis 2010, Membre titulaire du Chapitre Europe du Club de Rome
- 2015 / 2016, Expert auprès de l'ONU Organisation des Nations unies pour la préparation du sommet HABITAT III

Ses distinctions sont :
- 2008 - Chevalier de la Légion d'honneur, au titre de l'écologie
- 2012 - Global Award for Sustainable Architecture[3]
- 2021 - Médaille d'Honneur de l'Académie d'Architecture
- 2022 - Doctorat honoris causa de l'université de Liège[4]

Il est parrain de :
- 2003 - la promotion d'architectes prêtant serment au Conseil Régional de l'Ordre de Bretagne
- 2003 - la promotion d'architectes prêtant serment au Conseil Régional de l'Ordre de l'Alsace
- 2010 - la première promotion de l'École d'ingénieurs en développement durable de l'ESIROI à La Réunion
- 2020 - la promotion d'architectes prêtant serment au conseil régional de l'ordre d'Auvergne Rhône-Alpes
- 2020 - la promotion des diplômés en architecture ADE de l'École Nationale Supérieure d'Architecture de Lyon
- 2020 - la promotion de première année de l'École Nationale Supérieure d'Architecture de Nancy

Il est nommé aux :
- 2022 - Grand Prix National d'Architecture
- 2018 - Grand Prix National d'Architecture
- 2017 - Grand Prix National d'Urbanisme

Ses fonctions sont et furent :
- De 1983 à 1984, visiting scholar à la Columbia Graduate School of  Architecture, Planning and Preservation, New York (USA)
- De 1997 à 2001, administrateur de l'École d'architecture de Bretagne
- De 1999 à 2008, membre du conseil scientifique du PUCA (Plan Urbanisme Construction Architecture), ministère de l'Équipement
- De 2004 à 2006, administrateur du CAUE du Rhône
- De 2005 à 2014, membre du Conseil national des pays et villes d'art et d'histoire, ministère de la Culture et de la Communication
- De 2009 à 2013, membre du conseil scientifique de la Fondation Alliances pour le développement durable (Maroc)
- De 2010 à 2013, directeur puis président du bureau du Corps des architectes conseil de l'État
- De 2011 à 2019, administrateur de l'École Nationale Supérieure d'Architecture de Bretagne
- 2013, membre de la Commission audiovisuel, Direction des Patrimoines, Sous-direction de l'Architecture, ministère de la Culture et de la Communication
- De 2013 à 2022, président fondateur de l'Association Team Solar Bretagne (ENSA de Bretagne, EESAB, ESIR, INSA, IGR, ISTIC, IAUR, lycée Joliot-Curie, UBS, Les Compagnons du Devoir)
- Depuis 2014, membre du Cercle de qualité d'Euralens
- De 2017 à 2021, membre du comité d'organisation du réseau ENSA-Eco, écoles nationales supérieures d'architecture engagées dans la transition écologique
- Depuis 2018, co-auteur avec Dominique Gauzin-Müller, Alain Bornarel du Manifeste pour une Frugalité Heureuse et Créative[5]
- De 2018 à 2021, membre du CNECEA, conseil national des enseignants-chercheurs des écoles d' architecture
- 2020, président du comité de sélection du commissaire du pavillon de la France à la Biennale internationale d'architecture de Venise
- À partir de 2022, membre extérieur du CNECEA, conseil national des enseignants-chercheurs des écoles d' architecture

## Médailles, Prix, Distinctions et Labels
Il reçoit :
- 1994 - la médaille de la Commune de Plourin-Lès-Morlaix
- 2009 - la médaille d'Argent Interarch'09, à Sofia
- 2017 - la médaille de la Commune de Cornebarrieu

Sa pratique d'architecte et d'urbaniste lui vaut de nombreux nominations et prix internationaux :
- 2002 - Green Building Challenge à Oslo, Sélection française pour le Centre Rouget-de-Lisle à Nanterre
- 2002 - European Prize for Urban Public Space, Finaliste, pour le centre-bourg de Plourin-Lès-Morlaix
- 2007 - Energy Performance & Architecture Award, finaliste.
- 2009 - Taliesin Special Price, Lauréat pour la  Maison de l'Environnement du Parc écologique Izadia à Anglet et le musée archéologique de Mayenne
- 2009 - European Prize for Contemporary Architecture Mies van der Rohe Award, nomination pour Izadia à Anglet
- 2010 - Energy Performance & Architecture Award, finaliste
- 2011 - Philippe Rotthier European Prize For Architecture, selected projet, MUsée archéologique de Mayenne
- 2012 - European Prize for Contemporary Architecture Mies van der Rohe Award, nomination pour l'Internat d'Excellence de Montpellier
- 2015 - European Prize for Contemporary Architecture Mies van der Rohe Award, nomination pour le pôle œnotouristique Viavino
- 2016 - One Planet Living, WWF, pour l'écovillage des Noés à Val-de-Reuil
- 2021 - TerrraFibra award, finaliste pour le pôle culturel Aria de Cornabarrieu

Sa pratique d'architecte et d'urbaniste lui vaut de nombreux nominations et prix nationaux :
- 1991 - Première Œuvre, nomination pour l’Hôtel industriel Serpollet pour la Régie Immobilière de la Ville de Paris
- 1992 - Prix de l’aménagement urbain (1re édition), Lauréat pour la structuration du centre de Plourin-Lès-Morlaix
- 1994 - Trophée de l’empreinte, Lauréat pour la mairie et la médiathèque de Plourin-lès-Morlaix,
- 1996 - Équerre d'Argent, nomination pour les vingt en un logements de la rue de la Duée à Paris.
- 1996 - Prix Constructique 96, Lauréat pour la Maison de Quartier des Vignes Blanches à Sarcelles,
- 2000 - Grand prix de l'Environnement, mention pour le centre de loisirs Rouget-de-Lisle
- 2001 - Prix du Projet Citoyen (1re édition), lauréat pour les années de médiation à Plourin-lès-Morlaix
- 2003 - Prix Grand Public de l’Architecture (1re édition), Lauréat pour les treize années de réalisation à Plourin-lès-Morlaix.
- 2006 - Prix Architecture Bretagne, Prix spécial pour le château d'eau de Pacé,
- 2006 - Prix Architecture Bretagne, Mention dans la catégorie "Lieux de travail" pour l'iNstitut du Management Environnemental de Ploufragan.
- 2006 - Prix de l'Art urbain 06, prix spécial « protection de l'Environnement » pour l'aménagement du centre-ville de Saint-Pol-de-Léon.
- 2008 - Grand Prix de la Construction Bois (1re édition), lauréat des Totems de l'innovation pour la Maison du Parc écologique Izadia à Anglet
- 2008 - Prix de l'Art Urbain 08, Nomination pour le projet urbain des quartiers Beausoleil de Pacé
- 2010 - Les Lauriers 2010 de la Construction Bois, lauréat pour le musée archéologique du château de Mayenne
- 2010 - Premier Prix Aménagement du Prix Départemental d'Architecture et d'Aménagement de Loire-Atlantique pour le cimetière Beausoleil aux Sorinières
- 2011 - Les Trophées de l'écologie (1re édition), lauréat dans la  catégorie "architecte"
- 2001 - Appel à projets "Nouveaux Quartiers Urbains" NQU, lauréat pour l'écoquartier du Fort d'Aubervilliers
- 2012 - OFF du DD (1re édition), lauréat catégorie "techniques alternatives" pour les 96 logements square Delzieux à Saint-Nazaire
- 2012 - OFF du DD (1re édition), lauréat dans la  catégorie "vision urbaine" pour l'écovillage des Noés à Val-de-Reuil
- 2012 - OFF du DD (1re édition), lauréat dans la  catégorie "matériaux bio-sourcés" pour le pôle œnotouristique de Saint-Christol
- 2012 - Prix National de la Construction Bois, Lauréat cat. "équipements publics et tertiaires"; pour l'internat d'excellence de Montpellier
- 2012 - Grand Prix 2012 la tuileterrecuite architendance (1re édition), Lauréat, prix Spécial du Jury dans la  catégorie "bâtiments tertiaires" pour le Pôle culturel de Brignais avec Plages Arrière
- 2013 - Appel à projets BBC, région Île-de-France et Ademe, Lauréat pour les logements sociaux de la Zac Beaujon, Paris 8°
- 2013 - OFF du DD, lauréat dans la catégorie "Bioclimatique & biotech" pour l'Internat d'Excellence de Montpellier
- 2013 - OFF du DD, lauréat dans la catégorie "vision urbaine" pour l'écoquartier du Fort d'Aubervilliers
- 2013 - OFF du DD, lauréat dans la catégorie "matériaux bio-sourcés" pour l'extension du pôle culturel le Briscope à Brignais
- 2013 - Prix "Vincœurs", catégorie "Audace", du Conseil Général de l'Hérault, pour le pôle œnotouristique VIAVINO de Saint-Christol
- 2013 - Prix ARFOBOIS, catégorie "Équipement Public et Tertiaire" pour le pôle œnotouristique VIAVINO de Saint-Christol
- 2013 - Prix "Coup de Cœur" de l'AMF Association des Maires de France, pour le pôle œnotouristique VIAVINO de Saint-Christol
- 2013 - Appel à Projets ADEME, Lauréat pour 18 logements collectifs sociaux et équipements de la petite enfance, Sac Beaujon, Paris 8e
- 2014 - Trophées de l'Accessibilité, catégorie "Tourisme & handicap", pour le musée archéologique du Château de Mayenne
- 2014 - Prix "Patrimoine pour tous", Ministère de la Culture et de la Communication, pour le musée archéologique du Château de Mayenne
- 2014 - Palmarès de la Construction Bois de Haute-Normandie, 2° Prix Logements Collectifs et Groupés pour 14 maisons passives au Havre
- 2014 - Prix du Projet Citoyen (13e édition), 2e prix pour le pôle œnotouristique VIAVINO de Saint-Christol
- 2014 - Les Victoires du Paysage, nomination pour le pôle œnotouristique Viavino
- 2015 - OFF du DD, lauréat catégorie "Le retour du paysage" pour l'écoquartier de Montevrain
- 2015 - OFF du DD, lauréat catégorie "Transcender le bioclimatique et le biosourcé" pour les maisons passives du quartier Henry-Dunant au Havre
- 2016 - Grand Prix d'aménagement 2015, repère d'Argent remis par le ministère de l'Écologie, du Développement durable et de l'Énergie et le ministère du Logements, de l'Égalité des Territoires et de la Ruralité, pour l'écovillage des Noés à Val-de-Reuil
- 2016 - Les Trophées de la Participation et de la Concertation, pour le projet Paul BONcour, aquitanis avec atelierphilippemadec et cuadd
- 2016 - PIA Programme d'Investissement d'Avenir, EcoCité "Ville de demain", lauréat pour le cœur agro-urbain de l'écoquartier de Montévrain
- 2017 - OFF du DD, lauréat pour le projet de PaulBONcour à Bordeaux
- 2017 - OFF du DD, coup de cœur pour l'Ecurie à Plouguin
- 2017 - Prix National de la Construction Bois, 2e prix, pour le centre culturel ARIA de Cornebarrieu
- 2017 - Grand Prix de la Ville Durable des Green Solutions Awards pour l'écovillage des Noés à Val-de-Reuil
- 2017 - Équerre  d'Argent, nomination pour le centre culturel ARIA de Cornebarrieu
- 2018 - Équerre  d'Argent dans la catégorie "Aménagement urbain et paysager", pour l'écovillage des Noés à Val-de-Reuil
- 2018 - Victoires d'or du Paysage, dans la catégorie "Aménagement urbain, logements sociaux", pour l'écovillage des Noés à Val-de-Reuil
- 2018 - Grand Prix départemental du cadre de vie de la Mayenne. Grand Prix des 40 ans pour le musée archéologique du Château de Mayenne
- 2018 - ADC Award, catégorie Prix spéciaux "Architecture et Paysage", nommé
- 2019 - Trophées de Séquence Bois (1re édition), lauréat dans la catégorie Édifices Publics pour le centre culturel ARIA de Cornebarrieu
- 2019 - Green Solutions Award, Prix Énergie et Climats Tempérés, pour le parc Mysterra de Montendre
- 2019 - OFF du DD, coup de cœur pour le parc Mysterra de Montendre
- 2019 - Prix Régional de la Construction Bois Nouvelle Aquitaine, pour le parc Mysterra de Montendre
- 2021 - OFF du DD, Lauréat pour la Ferme expérimentale de Meyrin à Gaujacq
- 2022 - AMI "Engagés pour la qualité du logement de demain", pour "Les Bretonnières" à Angers
- 2022 - AMI "Engagés pour la qualité du logement de demain", pour "Lot exemplaire : "Habiter post-covid"" à Montévrain
- 2022 - Trophées de l'ingénierie performante CFP-ICO, Prix de la Conception Globale pour l'école élémentaire d'Achères
- 2022 - Prix Architecture Bretagne, finaliste pour les logements de Baderot à Rennes

Ses projets reçoivent les labels :
- 2016 - Label HQE, pour les quartiers de Sindibad à Casablanca
- 2016 - Label EcoQuartier niveau 3 remis par le ministère de l'Écologie, du Développement durable et de l'Énergie et le ministère du Logements, de l'Égalité des Territoires et de la Ruralité, pour l'écovillage des Noés à Val-de-Reuil
- 2017 - Label Stratégie Nationale pour la Biodiversité pour le parc des Labyrinthes Mysterra de Montendre
- 2019 - Bâtiment Durable Méditerranéen, niveau Or en phase conception pour la plage des palmiers à Ramatuelle
- 2020 - Bâtiment Durable Francilien, niveau Or en phase conception pour la médiathèque et la maison des réfugiés de Paris
- 2021 - Bâtiment Durable Francilien, niveau Or en phase conception pour l'école élémentaire d'Achère
- 2021 - Bâtiment Bas carbone BBCA, niveau Excellence, pour la Ferme de Meyrin à Gaujacq
- 2022 - Label EcoQuartier niveau 4 remis par le ministère de l'Écologie, du Développement durable et de l'Énergie et le ministère du Logements, de l'Égalité des Territoires et de la Ruralité, pour l'écovillage des Noés à Val-de-Reuil

## Principales réalisations
Architecture
- 1992 - Paris (75020), hôtel industriel Serpollet
- 1994 - Plourin-lès-Morlaix (Finistère), mairie, médiathèque, places et jardins
- 1996 - Paris (75020), logement sociaux rue de la Duée
- 1996 - Plourin-lès-Molaix (Finistère), Logements pour étudiants
- 1996 - Ploudaniel (Finistère), Maison de l'enfance
- 1998 - Fontenay-lès-Briis (Essonne), extension de la mairie
- 1998 - Magny-les-Hameaux (Yvelines), hôtel de ville
- 2004 - Nanterre (Hauts-de-Seine), Centre de Loisirs Rouget-de-Lisle, HQE
- 2006 - Pacé (Ille-et-Vilaine), Château d'eau, Zéro énergie
- 2006 - Ploufragan (Côtes-d'Armor), Institut du Management environnemental, HQE & VNAC
- 2007 - La Verrière (Yvelines), Rénovation de l'ERPD
- 2007 - Anglet (Pyrénées-Atlantiques), La Maison de la Nature, Parc écologique Izadia, HQE, Passif
- 2008 - Mayenne (Mayenne), Musée archéologique du Château de Mayenne, HQE, BBC Réhab
- 2009 - Pacé (Ille-et-Vilaine), Villa Vanille, 40 logements H&E
- 2011 - Nantes (Loire-Atlantique), Le Mercator, 39 logements sociaux BBC Effinergie & Concerto ; île de Nantes
- 2011 - Bourges (Cher), Les Merlattes, 18 maisons passives
- 2012 - Bourges (Cher), quartier Maréchal-Juin, 30 maisons passives
- 2012 - Montpellier (Hérault), Internat d'excellence, QE, Passif et VNAC
- 2013 - Saint-Christol (Hérault), VIAVINO pôle œnotouristique du Pays de Lunel, QE, Bepos et VNAC
- 2013 - Le Havre (Seine-Maritime), Quartier Henri Dunant, 14 maisons QE & Passif
- 2013/2014 - Paris (75008), Réaménagement du Grand Palais des Champs-Élysées (dialogue compétitif)
- 2014 - Paris (75008), Logements sociaux et crèche, Zac Beaujon, QE & Plan Climat Paris
- 2014 - Le Havre (Seine-Maritime), Quartier Florimont Laurent, 20 maisons QE & Passif
- 2014 - Bouaye (Loire-Atlantique), La Maison du Lac de Grand Lieu, QE & BBC
- 2014 - Le Havre (Seine-Maritime), quartier Montgailard, 19 maisons QE & Passif
- 2016 - Plouguin (Finistère), L'Ecurie, zéro chauffage, ventilation naturelle, matériaux bio-sourcés
- 2017 - Val-deReuil (Eure), 97 logements passifs, chaufferie urbaine vois, crèche, halle, ferme
- 2017 - Cornebarrieu (Haute-Garonne), L'Aria, pôle culturel, passif, bois, terre crue, ventilation naturelle
- 2018 - Montendre (Charente-Maritime), Mysterra, parc des Labyrinthes, bois, pierre, ventilation naturelle
- 2019 - Ramatuelle (Var), plage "Les palmiers", bois ventilation naturelle, démontable
- 2020 - Rennes (Ille-et-Vilaine), logements en accession sociale Baderot, acier, bois, QE & BBC
- 2021 - Le Relecq-Kerhuon (Finistère), Pôle Information Jeunesse
- 2021 - Rouen Métropole (Seine-Maritime), Parc urbain et agricole Champ des Bruyères
- 2021 - Gaujacq (Landes), Ferme expérimentale de Meyrin
- 2022 - Brest (Finistère), Conservatoire Botanique National
- 2022 - Saoû (Drôme), Auberge des Dauphins, maison de site de la forêt de Saoû

Urbanisme
- 1991/2007 - Plourin-Lès-Morlaix (Finistère), Aménagement du bourg
- Depuis 1996 - Pacé (Ille-et-Vilaine), Développement de la commune
- 2000/2009 - Paris (75019), projet urbain de l'ancien hôpital Hérold
- 2000/2010 - Saint-Pol-de-Léon (Finistère), Aménagement du centre-ville, abords de la cathédrale
- 2004/2010 - Dinan (Côtes-d'Armor), Le Quartier des Casernes Beaumanoir et du Guesclin
- 2005/2017 - Mordelles (Ille-et-Vilaine), Le Quartier Sud de la Zac Val de Sermon
- 2006/2009 - Cesson-Sévigné (Ille-et-Vilaine), la place de l'église
- Depuis 2006 - Rennes (Ille-et-Vilaine), Le Quartier de la Brasserie Saint-Hélier
- 2006/2016 - Thouaré-sur-Loire (Loire-Atlantique), L'écoquartier du Saule Blanc
- 2007/2014 - Montlouis-sur-Loire (Indre-et-Loire), L'écoquartier Cœur de Ville
- 2007/2010 - Nouméa (Nouvelle-Calédonie), Phases #1 & #2 du parachèvement du centre-ville
- 2008/2012 - Lorient (Morbihan), L'écoquartier du Manio
- 2008/2015 - Aubervilliers (Seine-Saint-Denis), Le Quartier Durable du Fort d'Aubervilliers
- 2007/2010 - Bab Drâa (Maroc), Création d'une ville écologique
- 2008/2010 - Tifnit (Maroc), Projet d'un site écotouristique
- Depuis 2008 - Casablanca (Maroc), Les quartiers de Sindibad
- Depuis 2009 - Verson (Calvados), L'écoquartier des Mesniles
- Depuis 2009 - Chasné-sur-Illet (Ille-et-Vilaine) le centre-bourg
- 2009/2011 - Chateaubriant (Loire-Atlantique), la place de la Motte
- 2009/2013 - Tréguier (Côtes-d'Armor), la place du Martray et les rues autour de la cathédrale
- 2009/2010 - Mont-Dore (Nouvelle-Calédonie), Projet urbain durable du Vallon-Dore
- 2009/2011 - Région PACA, Stratégie de développement durable à la grande échelle territoriale du Val de Durance
- Depuis 2010 - Montreuil (Seine-Saint-Denis), Stratégie urbaine et agri-culturelle pour les quartiers Saint-Antoine et Murs-à-pêches
- Depuis 2011 - Marne-La-Vallée (Seine-et-Marne), L'écoquartier de Montévrain
- 2011/2014 - Bruyères-le-Chatel (Essonne), L'écoquartier de La Croix de l'Orme
- 2011/2012 - Montpellier (Hérault), Prospective urbaine pour la ville "Montpellier 2050"
- 2012/2017 - Montivilliers (Seine-Maritime), L'écoquartier "Les Jardins de la Ville"
- Depuis 2012 - Saint-Paul de La Réunion (île de la Réunion), le Pôle d'entrée de ville
- 2013/2016 - Nouméa (Nouvelle Calédonie), aménagement du quartier de l'Alma
- 2013/2014 - Saint-Ouen (Seine-Saint-Denis), phase 4 du projet urbain des Docks de Saint-Ouen
- 2009/2014 - Tréguier (Côtes-d'Armor), Aménagement du centre-ville, abords de la cathédrale
- 2012/2014 - La Possession (île de la Réunion), le Cœur de ville (dialogue compétitif)
- 2013/2021 - Saint-Malo (Ille-et-Vilaine), confortement du centre-bourg de Saint-Ideuc, quartier Bonne Rencontre
- Depuis 2014 - Noyal-Chatillon-sur-Sèche (Ille-et-Vilaine), quartier de l'Isle
- 2015 - Miramas (Bouches-du-Rhône), Prospective urbaine pour le projet du centre et de la gare
- Depuis 2016 - Amiens (Somme), Préfiguration du NPRU des quartiers Nord
- Depuis 2017 - Pacé (Ille-et-Vilaine), les projets des 3 lieux Bourg_Clais_Touraudière
- Depuis 2018 - Cancale (Ille-et-Vilaine), Quartier de l'ancien hôpital
- Depuis 2018 - Saint-Malo (Ille-et-Vilaine), Quartier de La Houssaye

## Enseignements
Enseignement en France
- Depuis 2016, École d'architecture de La Réunion, professeur invité
- De 2010 à 2021, École nationale supérieure d'architecture de Bretagne, professeur en architecture
- 2014, École spéciale d'architecture de Paris, professeur référant pour le semestre de printemps
- De 2000 à 2010, École nationale supérieure d'architecture de Lyon, professeur, département Architecture, développement durable et équitable.
- De 1996 à 2000, École d'architecture de Normandie, professeur en architecture
- De 1995 à 1996, École d'architecture de Grenoble, professeur invité
- De 1994 à 1995, École nationale supérieure du paysage de Versailles, enseignant du projet de paysage en 3re année
- De 1993 à 1994, École d'architecture de Paris-Tolbiac, enseignant du projet d'architecture
- De 1985 à 1991, École nationale supérieure du paysage de Versailles, enseignant  projet de paysage, responsable pédagogie  projet en 1re année

Enseignement à l'étranger
- 2018, BME - University of Technology and Economics, Budapest (Hongrie), department of urbain planning and design, master class
- 2014, Blekinge Institute de Karlskrona (Suède), école d'architecture, département Jana revedin, workshop
- De 2005 à 2012, université technique de Vienne (Autriche), département BIOS (Françoise-Hélène Jourda), professeur invité
- 1991, 1992 et 1996, Graduate School of Design de l'université Harvard (USA), design critic en paysage
- 1991, université de Montréal (Canada), École d'architecture, professeur invité
- 1989, université du Québec à Montréal (Canada), département Design de l’environnement, professeur invité

## Livres et films
- 1986 - Boullée, aux éditions Hazan (édité en 1989 chez Birkhauser Verlkag à Bâle, en 1990 aux Ediciones Akal à Madrid)
- 1988 - La Cité des sciences et de l'industrie, avec Gabriele Basilico et James Hiéblot, chez Calmann-Lévy,
- 1996 - L’en vie, éd. de l’Épure / A Tempera, sur les fondements de l’architecture.
- 1997 - Habitant pour le ministère de la Culture et Arte, moyen métrage pour réduire le fossé entre culture populaire et architecturale
- 2000 - Exist, un livre d'entretien avec Jean-François Pousse sur les conditions contemporaines de l’architecture, éd. J.-M. Place.
- 2004 - L’Architecture, aux éditions Autrement, pour les 8/12 ans
- 2004 - Le Coyote, le petit renard, le geai et le pou, sur l’origine de l’architecture, chez Sujet/Objet
- 2004 - Le Temps à l’œuvre citoyen, sur les quatorze années de travail à Plourin-lès-Morlaix, chez Sujet/Objet et éd. J.-M. Place.
- 2004 - Le Moment où cède ce qui resterait de certain, sur le travail de l’artiste-peintre Bruno Kladar, chez Sujet/Objet.
- 2006 - Les Entrelacs du corps et du logis, chez Sujet/Objet, avec un CD audio de Julie Brochen, sur la place du corps dans l'architecture
- 2009 - L'Indéfinition de l'architecture, avec Chris Younès et Benoît Goetz, éd. de La Villette, sur l'ouverture d'une indéfinition  (ISBN 9782915456493)
- 2011 - L'Architecture et la Paix, éd. J.-M. Place, où l'architecture est pensée comme consolation plutôt que construction
- 2014 - Modernité rurale / Rural Modernity _ Viavino, avec Dominique Gauzin-müller, éd. J.-M. Place
- 2017 - Habiter les lieux de la RSE à la transition, avec Bernard Blanc  (ISBN 9782373750522)
- 2019 - L'Ecurie. Manifeste pour une architecture Frugale, avec A. Bornarel et P.-Y. Brunaud, éd. Museo
- 2019 - Atelier Philippe Madec, avec F. Lenne, éd. de la découverte
- 2021 - Milieu et Architecture. Entretiens avec Augustin Berque, Philippe Madec et Antoine Picon, (Dir.) Yann Nussaume, éd. Hermann
- 2021 - Mieux avec moins, Architecture et Frugalité pour la paix, éd. Terre Urbaine  (ISBN 9782491546106)
- 2022 - Commune Frugale. La révolution du ménagement, (Dir.) Actes Sud pour le Mouvement de la frugalité heureuse et créative
- 2022 - Le Coyote, le Petit renard, le Geai et le Pou, éd. Terre Urbaine, avec les linogravures de Judith Potin
- 2024 - Frugalité. Un récit heureux, éd. Terre Urbaine, avec les dessins de Judith PÖtin

## Expositions
Le travail de l'atelierphilippemadec est exposée en France et à l'étranger depuis 1986 : 
- France (Enghien-Les-Bains 1986 ; Paris 1987, 1992, 1993, 1996, 1997, 1998, 2001, 2002, 2005, 2009, 2014, 2020, 2021, 2022 ; Nice 1993 ; Brest 1993 ; Sète, 1997 ; Le Havre, 2002 ; Saint-Brieuc 2002 ; Rennes 2002 ; Lorient 2002 ; Amiens 2002 ; Saint-Vougay, 2002, 2005, 2006 ; Strasbourg 2003 ; Bégard 2005 ; Limoges 2005 ; Agen, 2011 ; Clermont-Ferrand 2015 ; Abbaye Royale de Fontevraud, Caen, Besançon 2016, Bourges 2017 ; Grenoble 2021, 2022 ; Lyon 2022 ; Bordeaux 2022 ; Marseille 2023, Paris 2023)
- Afrique du Sud (Durban, 2014)
- Allemagne (Stuttgart 2016, 2021)
- Autriche (Linz, Spittal, Dornbirn 2015)
- Canada (Montréal 2002)
- Chine (Shanghai, 2005)
- Italie (Venise, 2006)
- La Réunion (Saint-Pierre 2015, Saint-Denis 2016)
- Maroc (Marrakech 2016)
- Nouvelle-Calédonie (Nouméa 2010)
- Slovénie (Ljubljana 2016)
- USA (Atlanta, 2015)